# The Herald (Glasgow)
The Herald är en skotsk dagstidning grundad 1783. Den är den nationella nyhetstidning som givits ut under längst tid i världen och den åttonde äldsta dagstidningen i världen.
Tidningen grundades i januari 1783 som en veckopublikation kallad Glasgow Advertiser. Efter att ha fått nya ägare bytte den namn till The Herald Advertiser and Commercial Chronicle 1803. År 1805 ändrades namnet till The Glasgow Herald. 1858 blev den den första dagliga nyhetstidningen i Skottland. 1992 bytte den namn till The Herald.
The Herald hade år 2015 en upplaga på 34 379. Tidningen stöder att Skottland ska vara kvar som en del av Storbritannien.